# إيفي كريستي
إيفي كريستي (بالإنجليزية: Evie Christie)‏ (1979)؛ روائية كندية.